# Vitalija Vonžutaitė
Vitalija Vonžutaitė (ur. 29 stycznia 1980 w Kownie) – litewska polityk. Posłanka na Sejm Republiki Litewskiej.
W 2004 ukończyła zarządzanie i ekonomię na Wydziale Zarządzania i Ekonomii na Politechnice Kowieńskiej.
W latach 1998–2001 pracowała jako dyrektorka i konsultantka w firmie UAB "Conangym". Następnie od 2002 do 2004 roku była dyrektorem Litewskiej Konfederacji Pracodawców Biznesowych. Od 2005 do 2006 obejmowała stanowisko zastępcy szefa Kwatery Głównej Partii Pracy na Litwie. Od 2006 do 2007 roku była kierownikiem ds. rozwoju w UAB Sabelijos Prekyba. W latach 2007–2011 był asystentką posła Vydasa Gedvilasa. W latach 2009–2011 była dyrektorem w JSC "Horo.lt".
W 2012 przyjęła propozycję kandydowania do Sejmu z ramienia Partii Pracy (Litwa) W wyborach w 2012 uzyskała mandat posłanki na Sejm Republiki Litewskiej.